# Röthenbach im Emmental
Röthenbach im Emmental är en ort och kommun i distriktet Emmental i kantonen Bern, Schweiz. Kommunen har 1 173 invånare (2023).
I kommunen finns även orten Oberei (Süderen). 